# Шеридан, Тони
Тони Шеридан (англ. Tony Sheridan, полное имя Энтони Эсмонд Шеридан Макгиннити англ. Anthony Esmond Sheridan McGinnity; 21 мая 1940, Норидж — 16 февраля 2013, Гамбург) — британский певец и гитарист, исполнитель раннего рок-н-ролла, вошедший в историю благодаря синглу My Bonnie (1961), в записи которого приняли участие тогда ещё практически никому не известные The Beatles.

## Биография
Тони Шеридан родился 21 мая 1940 года в Норидже, графство Норфолк. Свою первую группу The Saints он образовал в возрасте 15 лет, несколько лет спустя перебрался в Лондон, а в 1959 году стал участником Vince Taylor and the Playboys, одной из многих популярных британских групп, начинавших свою карьеру в Гамбурге. Здесь с Шериданом (вокал, гитара), играли гитаристы Кен Пэквуд и Рик Ричардс, бас-гитарист Колин Меландер, клавишник Иэн Хайнс и барабанщик Джимми Дойл. Состав группы постоянно менялся, через него прошли, в частности, Джон Леннон, Пол Маккартни, Джордж Харрисон, Стюарт Сатклифф и Пит Бест. Именно этот первый состав Beatles аккомпанировал Шеридану летом 1961 года, когда тот записывал песни «My Bonnie», «The Saints» и «Why (Can’t You Love Me Again)».
«My Bonnie» (с «The Saints» на обороте), выпущенный как сингл Tony Sheridan & the Beat Brothers, разошёлся 100-тысячным тиражом и вошёл в германский Top 5. Лейбл переименовал аккомпанирующую группу из цензурных соображений (её название оказалось слишком созвучно с «peedles», сленговым выражением, обозначавшим мужские гениталии).
В апреле 1962 года Beatles снова присоединились к Шеридану во время его выступления в гамбургском клубе Star Club; считается, что с ними в эти дни он записал ещё два трека: «Sweet Georgia Brown» и «Swanee River» (как отмечает Allmusic, убедительных доказательств этому нет).
К этому времени певец уже возглавлял новый состав Tony Sheridan Quartet, в составе которого одно время играл Ринго Старр. К 1964 году Шеридан присоединился к Bobb Patrick Big Six, но вскоре, разочаровавшись положением дел на приходившей в упадок гамбургской клубной сцене, отправился во Вьетнам играть на американских военных базах. Здесь во время обстрела погиб один из музыкантов аккомпанирующей группы Шеридана, и ошибочное сообщение о смерти самого певца появилось в западной прессе. В Гамбург Шеридан вернулся в 1968 году в звании капитана американских ВС и в качестве культового героя. Он дал несколько очень успешных концертов, но постепенно отошёл от активной музыкальной деятельности.
В начале 70-х годов Шеридан вел популярную в Германии программу, посвященную блюзу. В 1978 году Star Club открылся вновь, и Шеридан выступил здесь вместе с TCB Band, группой Элвиса Пресли.
В августе 2002 года Тони Шеридан выпустил Vagabond, сборник в основном оригинальных композиций, к которым была добавлена новая кавер-версия «Skinny Minnie», песни, которую много лет назад он записал для своего первого альбома. В последние годы Тони Шеридан проживал с женой Анной в селении к северу от Гамбурга. 27 марта 2011 года состоялось выступление певца в Москве, приуроченное к 11-летию сайта Beatles.ru и 50-летию со дня гамбургской сессии, проведенной им с участниками The Beatles.
Скончался 16 февраля 2013 года в Гамбурге.

## Дискография (избранное)

### Альбомы
- My Bonnie (с The Beat Brothers, 1961)

### Синглы
- Ain’t She Sweet / If You Love Me Baby (Polydor)
- Skinny Minny (7", mono) Polydor
- The Beatles & Tony Sheridan (7", EP, Polydor)
- My Bonnie/The Saints (Vinyl, Single, Mono) Polydor 1962
- Ain’t She Sweet / Nobody’s Child (7", Single) Atco Records 1964
- Vive L’Amour (7") Polydor International GmbH 1965[4]